# 232
232 (CCXXXII) je bilo prestopno leto, ki se je po julijanskem koledarju začelo na nedeljo.

## Dogodki
- 1. januar

## Rojstva
- 19. avgust - Mark Anij Florijan, rimski cesar († 276)
- 19. avgust - Mark Avrelij Prob, rimski cesar  († 282)